# Alfred Kaestner
Alfred Kaestner (* 17. Mai 1901 in Leipzig; † 3. Januar 1971 in München) war ein deutscher Zoologe.

## Leben
Kaestner studierte Zoologie und wurde 1929 in Leipzig mit der Dissertation Bau und Funktion der Fächertracheen einiger Spinnen promoviert. Ab 1930 war er als Kustos und Leiter des Naturkundemuseums in Stettin tätig. Im November 1933 unterzeichnete er das Bekenntnis der deutschen Professoren zu Adolf Hitler. 
1946 begann Kaestner als Kustos am Zoologischen Museum in Berlin zu arbeiten. 1949 wurde er Professor an der Humboldt-Universität zu Berlin, 1951 Direktor des Zoologischen Museums Berlin. Er war von 1957 bis 1967 Professor für Spezielle Zoologie an der Universität München und 1. Direktor der Staatlichen Naturwissenschaftlichen Sammlungen Bayerns.
1955 wurde Kaestner ordentliches Mitglied der Deutschen Akademie der Wissenschaften zu Berlin, seit 1969 gehörte er dieser Akademie als auswärtiges Mitglied an. Seit 1957 war Kaestner Mitglied der Leopoldina. 1959/1960 war er Präsident der Deutschen Zoologischen Gesellschaft.
Ehe Kaestner sich an sein „Lehrbuch“ machte, war er bereits als Arachnologe (mit etlichen Gesamtdarstellungen) in der Fachwelt wohlbekannt. 
Er ist Verfasser des zweibändigen Hochschullehrbuches und Standardwerkes „Lehrbuch der Speziellen Zoologie“, in dem fast alle Stämme des Tierreichs ausführlich, detailliert und umfassend dargestellt werden. Inzwischen liegt der „Kaestner“ unter Mitarbeit entsprechender Fachautoren z. T. in Neubearbeitungen vor:
- Hans-Eckhard Gruner (Hrsg.): Wirbellose Tiere Band I, Karl G. Grell (Bearbeiter): Teil 1: Einführung, Protozoa, Placozoa, Porifera, 5. Auflage, Spektrum, Heidelberg 1993, ISBN 3-334-60411-X.
- Band I, Teil 2: Cnidaria, Ctenophora, Mesozoa, Plathelminthes, Nemertini, Entoprocta, Nemathelminthes, Priapulida
- Band I, Teil 3: Mollusca, Sipunculida, Echiurida, Annelida, Onychophora, Tardigrada, Pentastomida
- Band I, Teil 4: Arthropoda (ohne Insecta)
- Band I, Teil 5: Insecta
- Band II, Teil 2: Fische
- Band II, Teil 5: Säugetiere (in zwei Bänden).

## Schriften
- Bau und Funktion der Fächertracheen einiger Spinnen. Springer, Berlin 1929
- Lehrbuch der Speziellen Zoologie. 2 Bände, 1955 und 1963. (1963 unter Mitarbeit von Arno Wetzel)